# USS Capps (DD-550)
USS Capps (DD-550) là một tàu khu trục lớp Fletcher được Hải quân Hoa Kỳ chế tạo trong Chiến tranh Thế giới thứ hai. Nó là chiếc tàu chiến duy nhất của Hải quân Mỹ được đặt theo tên Chuẩn đô đốc Washington L. Capps (1864–1935), người tham gia cuộc Chiến tranh Tây Ban Nha-Hoa Kỳ và Chiến tranh Thế giới thứ nhất. Nó đã hoạt động cho đến hết Thế Chiến II, xuất biên chế năm 1947, rồi được chuyển cho Tây Ban Nha năm 1957, phục vụ như là chiếc Lepanto (D21) cho đến khi bị tháo dỡ năm 1985. Capps được tặng thưởng bảy Ngôi sao Chiến trận do thành tích phục vụ trong Thế Chiến II.

## Thiết kế và chế tạo
Capps được đặt lườn tại xưởng tàu của hãng Gulf Shipbuilding Corporation ở Chickasaw, Alabama vào ngày 12 tháng 6 năm 1941. Nó được hạ thủy vào ngày 31 tháng 5 năm 1942; được đỡ đầu bởi bà C. G. Stokes; và nhập biên chế vào ngày 23 tháng 6 năm 1943 dưới quyền chỉ huy của Hạm trưởng, Thiếu tá Hải quân B. E. S. Trippensee.

## Lịch sử hoạt động

### Thế Chiến II
Gia nhập Hạm đội Đại Tây Dương, Capps khởi hành từ New York vào ngày 7 tháng 9 năm 1943 để hộ tống đoàn tàu vận tải đi Scapa Flow, Scotland. Đến nơi vào ngày 17 tháng 9, nó thực hành tập trận cùng Hạm đội Nhà Anh Quốc. Trong thành phần một lực lượng hỗn hợp Hoa Kỳ và các nước Đồng Minh do chiếc tàu sân bay Ranger dẫn đầu, nó rời Scapa Flow vào ngày 3 tháng 10, vượt Vòng cực tham gia cuộc tấn công đầu tiên xuống tàu bè Đức Quốc xã tại cảng Bodø, Na Uy, nơi than đá và quặng sắt được chất lên để chuyển sang Đức. Sau khi phá hủy tàu bè và bến cảng, con tàu quay trở về Scapa Flow an toàn bất chấp các cuộc không kích của Đức.
Vào ngày 7 tháng 10, Capps lên đường cùng ba tàu khu trục khác cho một chuyến đi đến Gibraltar, nơi họ hộ tống hai thiết giáp hạm và hai tàu sân bay của Hải quân Hoàng gia Anh quay trở về Scapa Flow. Được tăng cường bởi lực lượng trong đó có Capps, Hạm đội Nhà càn quét vào vùng biển Bắc Hải từ ngày 29 tháng 10 đến ngày 8 tháng 11 để bảo vệ cho việc di chuyển của một đoàn tàu vận tải đi sang Murmansk, và để săn tìm các thiết giáp hạm Đức Tirpitz và Scharnhorst.
Capps được tách khỏi lực lượng này tại Scapa Flow vào ngày 22 tháng 11 để lên đường quay trở về Boston, Massachusetts, đến nơi vào ngày 4 tháng 12. Hai mươi ngày sau, nó khởi hành đi New Orleans, Louisiana, nơi nó tham gia hộ tống một đoàn tàu vận tải chuyển quân đi Trân Châu Cảng, đến nơi vào ngày 20 tháng 1 năm 1944. Hộ tống một đoàn tàu vận tải khác, nó đi đến Funafuti, nơi nó xuất phát các chuyến tuần tra đến ngoài khơi các đảo san hô Tarawa, Makin và Kwajalein, khi các đảo này được chiếm đóng trong khuôn khổ Chiến dịch quần đảo Marshall. Bị buộc phải quay trở về San Francisco, California do hư hỏng nồi hơi, con tàu đi đến Majuro vào ngày 23 tháng 4, được phân công hộ tống, tuần tra chống tàu ngầm và phòng không. Một chuyến hộ tống đã đưa nó đến Trân Châu Cảng vào tháng 5, và quay trở lại Eniwetok vào ngày 14 tháng 6.
Đặt căn cứ tại Eniwetok, Capps hộ tống cho các lực lượng tiếp liệu phục vụ cho Chiến dịch quần đảo Mariana, rồi di chuyển đến Manus vào tháng 8 để tiếp tục bảo vệ cho các đội hậu cần của Đệ Tam hạm đội trong các chiến dịch tại khu vực Tây quần đảo Caroline. Đội hậu cần có nhiệm vụ phục vụ cho lực lượng tàu sân bay không kích lên các căn cứ Nhật Bản chuẩn bị cho cuộc đổ bộ lên Leyte. Bản thân Capps tham gia thành phần hộ tống một đội tàu sân bay trong nhiệm vụ không kích lên Manila vào ngày 25 tháng 11, tiếp tục phục vụ cùng Đệ Tam hạm đội cho đến hết năm 1944, khi nó quay lại đảm trách vai trò cột mốc radar canh phòng, giải cứu phi công bị bắn rơi cũng như hộ tống các đoàn tàu vận tải đi lại giữa Saipan, Guam, Eniwetok và Ulithi. Vào ngày 1 tháng 2 năm 1945, nó đi đến Ulithi để huấn luyện cùng một đội phá hoại dưới nước (UDT) chuẩn bị cho Trận Iwo Jima.
Lên đường vào ngày 14 tháng 2, Capps đi đến ngoài khơi Iwo Jima vào ngày 16 tháng 2, bắt đầu bắn phá chuẩn bị. Đội UDT của nó đổ bộ lên bờ biển và tiến hành thu dọn chướng ngại vật và gỡ mìn chuẩn bị cho bãi đổ bộ. Chiếc tàu khu trục ở lại đây trong ba tuần, bắn hơn 2.600 phát đạn pháo 5 inch lên những hang động và công sự phòng thủ rất vững chắc của đối phương. Dàn hỏa lực phòng không của nó hầu như phải chiến đấu mỗi đêm chống trả các đợt không kích ném bom, cũng như phải bắn pháo sáng hỗ trợ mỗi đêm ngăn ngừa những đợt phản công bất ngờ của đối phương trên bờ.
Sau một đợt nghỉ ngơi tiếp liệu chỉ kéo dài tám ngày, Capps lại lên đường bảo vệ cho các tàu sân bay hộ tống tham gia cuộc đổ bộ lên Okinawa. Trong suốt 82 ngày tiếp theo, nó chỉ có vỏn vẹn 6 giờ thả neo nghỉ ngơi tại Kerama Retto. Chiếc tàu khu trục phải băng qua vùng biển đầy thủy lôi về phía Nam Nansei Shoto, bảo vệ cho các tàu sân bay hộ tống, giải cứu các phi công bị bắn rơi, chống trả vô số các đợt tấn công cảm tử của quân Nhật. Một chiếc Kamikaze đã nổ tung sát con tàu vào ngày 3 tháng 4, nhưng nó thoát được mà không bị hư hại, tiếp tục làm nhiệm vụ cho đến khi được lệnh quay trở về Hoa Kỳ để đại tu. Nó về đến San Pedro, California vào ngày 9 tháng 7, và trong khi đang được đại tu, Nhật Bản đầu hàng kết thúc chiến tranh.

### Sau chiến tranh

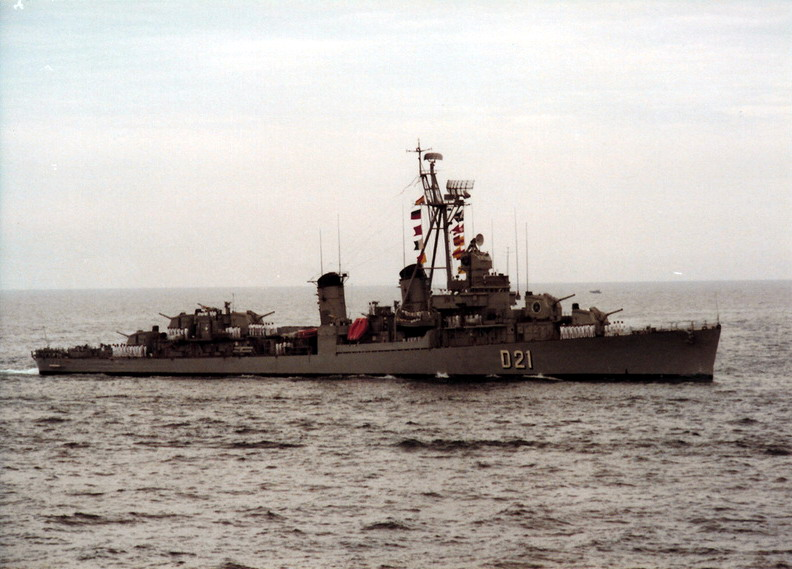
Tàu khu trục Tây Ban Nha Lepanto (D21).

Capps được cho xuất biên chế vào ngày 15 tháng 1 năm 1947 và được đưa về lực lượng dự bị tại Long Beach, California. Sau hơn mười năm, nó được chuyển cho Tây Ban Nha mượn trong Chương trình Viện trợ quân sự vào ngày 15 tháng 5 năm 1957, và phục vụ cùng Hải quân Tây Ban Nha như là chiếc Lepanto (D21), được đặt tên theo Trận Lepanto năm 1571, nơi Liên minh Thần thánh do Tây Ban Nha dẫn đầu đã chiến thắng Đế quốc Ottoman.
Lepanto được cho ngừng hoạt động ngày 31 tháng 12 năm 1985 và bị tháo dỡ.

## Phần thưởng
Capps được tặng thưởng bảy Ngôi sao Chiến trận do thành tích phục vụ trong Thế Chiến II.